# Felfelova cikoriovna a kořalna v Kuklenách
Felfelova cikoriovna a kořalna (Pražská třída čp. 51) – dům v Kuklenách, který sloužil nejprve jako selský dvůr, později jako továrna na cikorku a následně jako výrobna a nálevna kořalky.

## Stavební popis
Přízemní cihlový dům s barokním štítem, valbovou střechou a 8 okny v uliční části.

## Historie
Tento dům, který byl postaven koncem 18. století, měl staré čp. 44. Původně se jednalo o selský dvůr. Roku 1809 Matěj Rejvold postoupil velké stavení čp. 51 s chlévy a maštalemi dceři Alžbětě Šafkové. V roce 1815 prodala Františka Srdínková, ovdovělá Metelková, čp. 51 s pozemky Janu Komárkovi a týž je téhož roku prodal Anně Marii Strasserové, rozené Kostkové. V roce 1827 zemřel fortifikační účetní František Strasser, který odkázal celou pozůstalost čp. 51 a 91 rovným dílem svým 5 dětem: Josefině Novotné von Hohenegg, Matildě hraběnce Friess, Anně Staubové, Amalii Schmiedtové a Rudolfu Strasserovi. Ten však 19. března 1844 v Temešváru zemřel a jeho díl byl rozdělen mezi jeho sestry. Roku 1854 byli majiteli Adolf, Hermína, Anna, Vlasta a Zdenko, rytíř von Staub, a v roce 1860 JUDr. Josef Schmiedt.

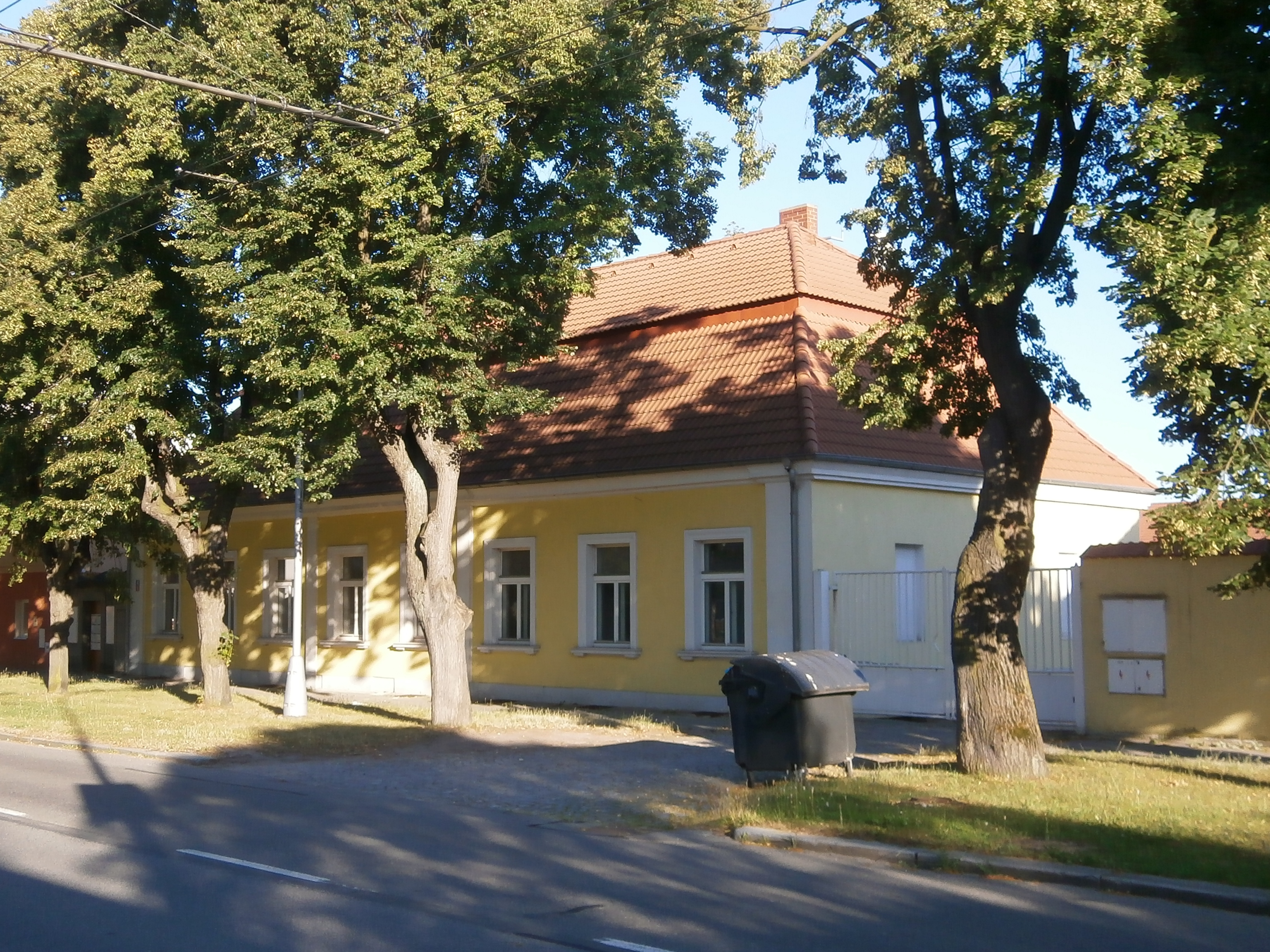
Dnešní vzhled domu čp. 51

Od Stauba dům najal Lužický Srb Adolf Felfel, který přišel z Chemnitz a zde roku 1850 zařídil cikoriovnu, tj. Továrnu na zpracování čekanky. V roce 1868 měl v domě též továrnu na likéry, k níž se následně přidala kořalna. 1. června 1869 c. k. okresní hejtmanství nařídilo obecnímu úřadu, aby prohlédl továrnu na cikorii Adolfa Felfela. Obecní úřad odpověděl, že tam jsou 2 bubny k pražení cikoriových kořenů, 1 parní stroj o síle 3 koní a 6 stoup; zpracovává se tam 700-800 centů cikorie (někdy až přes 3 000 centů) a nábytek stál 6 500 zl. V továrně navíc tehdy pracovalo 8 mužů a 6 žen. Kromě toho začal nedaleko Kuklen s těžbou rašeliny. Majitel firmy F. A. Felfel zemřel 11. ledna 1871 a na jeho místo nastoupil stejnojmenný syn, který zesnul v roce 1887. Tím zanikla firma Gebrüder Felfel, Bratří Felfelové, obchod se zbožím smíšeným a výroba lihovin v Kuklenách.
Dům trpěl častými požáry. 29. srpna 1886 si požár, který vyšel ze stodoly, vyžádal škodu 25 000 zl. Následujícího roku Samuel Fuchs nechal postavit stodolu novou. Ta však již 15. července 1889 znovu vyhořela. Roku 1890 tak na ní musel postavit novou střechu. 24. února 1890 oheň strávil stáj a stodolu s veškerými zásobami. Dalšími majiteli domu byli Ludvík Fuchs (1869), Samuel Fuchs (1874) a Malvina Lichtenstein (1881). Počátkem 20. století je vlastníkem domu Samuel Fuchs.